# Acrotaphus fascipennis
Acrotaphus fascipennis är en stekelart som först beskrevs av Cresson 1865.  Acrotaphus fascipennis ingår i släktet Acrotaphus och familjen brokparasitsteklar. Inga underarter finns listade i Catalogue of Life.